# Central Solar Fotovoltaica de Amareleja
A Central Solar Fotovoltaica de Amareleja é uma central de energia solar fotovoltaica, situada no concelho de Moura (Beja), sul de Portugal. Com capacidade instalada de 46,41 megawatts pico iniciais, a central já está a funcionar plenamente, produzindo cerca de 93 GWh por ano, o suficiente para abastecer 30 mil habitações.
Está construída num terreno de 250 hectares, na Amareleja, concelho de Moura. Com 2.520 seguidores solares azimutais, equipados com 104 painéis solares cada um, a central foi a maior do mundo em 2008, em potência total instalada e capacidade de produção (atualmente está em 18º lugar). Estes seguidores são dispositivos mecânicos que orientam os painéis solares perpendiculares ao sol, desde a alvorada, a leste, até ao poente, a oeste. Está previsto um aumento de potência instalada, em cerca de 20 MWp.